# Alexandre Vassiltchikov
Alexandre Semionovitch Vassiltchikov (en russe : Александр Семёнович Васильчиков), né en 1746 et mort en 1804, est l'un des favoris de l'impératrice Catherine II, entre 1772 et 1774.

## Biographie
Alexandre Semionovitcth est le fils de Semion Grigorievitch, de la vieille famille noble des Vassiltchikov et de Maria Bogdanovna, née Jadovskaïa (ru).  Il est propriétaire du manoir de Lopasnia-Zatchtievskoïe (ru). En avril 1765, il est nommé cornette du régiment de la garde à cheval.
En juin 1772, le comte Grigori Orlov, favori de l'impératrice est désigné comme plénipotentiaire russe, avec Obreskov, ancien ambassadeur russe à Constantinople, à la conférence qui débouchera sur le traité de Koutchouk-Kaïnardji et la paix avec l'empire ottoman. Au printemps et à l'été de cette même année, le prince Vassiltchikov est souvent de garde à Tsarskoïe Selo, où il attire l'attention de l'impératrice. Il reçoit bientôt une tabatière en or « pour le contenu de ses gardes ».
Suivent encore d'autres cadeaux et promotions. Le 1er août 1772, il est nommé gentilhomme de la Chambre et le 2 septembre chambellan. Au palais, il occupe la chambre dans laquelle Grigori Orlov vivait, et, de peur d'un retour soudain de l'ancien favori, est lui-même protégé par une garde.
L'ambassadeur allemand écrit que les « valets et femmes de chambre de l'impératrice sont inquiets et mécontents, car ils appréciaient Orlov qui les protégeait », ce à quoi Frédéric II répond en recommandant de « s'attirer l'amitié du nouvel animal de compagnie».

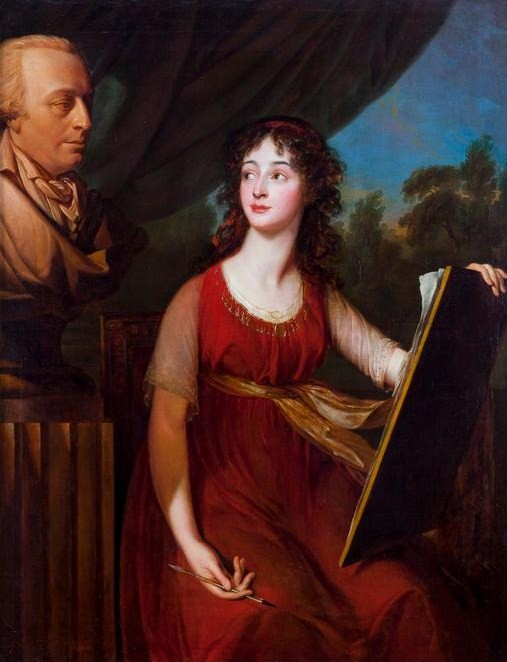
Élisabeth Vigée Le Brun : Portrait de Marie Vassiltchikova, avec en arrière plan le buste de son oncle Alexandre Sémionovitch

Alexandre Vassiltchikov tire moins parti que d'autres de sa situation. Catherine louait sa modération, mais lui donne 100 000 roubles, des bijoux d'une valeur de 50 000 roubles, et 7 000 serfs. Une maison est achetée pour lui sur la place du Palais, mais elle n'est pas aménagée, alors qu'il doit prendre congé ; le 1er mars 1774, Grigori Potemkine est nommé général aide de camp. 
Alexandre Vassiltchikov est alors richement récompensé, avec notamment une pension de 20 000 roubles. Il vit alors pendant trente ans à Moscou, restant célibataire, et rassemble une collection de peintures et de sculptures d'Europe occidentale de plus de 70 pièces, dont l'Autoportrait de Vélasquez, un paysage de Philips Wouwerman et l'Auberge d'Andries Both. Sans enfants, il laisse ses biens à son neveu Alexeï Vassiltchikov (ru)